# Rives-du-Loir-en-Anjou
Rives-du-Loir-en-Anjou é uma comuna francesa na região administrativa do País do Loire, no departamento de Maine-et-Loire. Estende-se por uma área de 47.23 km². Em 2010 a comuna tinha 5 709 habitantes (densidade: 120,9 hab./km²).
Foi criada em 1 de janeiro de 2019, a partir da fusão das antigas comunas de Villevêque (sede da comuna) e Soucelles.